# یازیکوو (شهرستان بلاگووشچنسکی، باشقیرستان)
یازیکوو (انگلیسی: Yazykovo, Blagoveshchensky District, Republic of Bashkortostan) یک شهرک در شهرستان بلاگووشچنسکی باشقیرستان کشور روسیه است.